# Club Atlético Pompeya
El Club Atlético Pompeya fue un club de fútbol boliviano de la ciudad de Trinidad, en el Departamento del Beni. Fue fundado en 1993 y tras ganar el Copa Simón Bolívar en 1999 ascendió a la Primera División de Bolivia para la temporada 2000.

## Historia
El club fue fundado en 1993, formó parte de la Asociación Beniana de Fútbol, ente rector del fútbol en el Departamento del Beni, torneo que ganó en cuatro ocasiones 1993, 1997, 1998 y 1999.
En 1998 el club disputó la final de la Copa Simón Bolívar, que perdió ante Unión Central. En 1999 consigue en ascenso de la mano de Adolfo Espinoza como director técnico, dereotando al Club Mariscal Braun en la final.
| Partidos | Partidos | Partidos  | Partidos | Goles   | Goles     | Goles      |
| Total    | Ganados  | Empatados | Perdidos | A favor | En contra | Diferencia |
| -------- | -------- | --------- | -------- | ------- | --------- | ---------- |
| 44       | 11       | 6         | 27       | 43      | 95        | -52        |

En la Primera División de Bolivia, Atlético Pompeya consiguió el duodécimo lugar del Primera División División de Bolivia 2000.

## Datos del club
- Temporadas en Primera División: 1 (2000).
- Participaciones en Copa Simón Bolívar: 2 (1998 y 1999).
- Primer partido en Primera División: 0 - 1 contra Blooming (5 de febrero de 2000).
- Mayor goleada conseguida en Primera División: 7 - 1 vs. Independiente Petrolero (18 de octubre de 2000).
- Mayor goleada recibida en Primera División: 0 - 8 vs. The Strongest (12 de marzo de 2000).
- Jugador con más goles en Primera División: Adalberto Cuéllar (14 goles).[3]

## Entrenadores
- Carlos Reynaldo (1998)
- Adolfo Espinoza (1999-2000)

## Palmarés

### Torneos nacionales
| Competición nacional     | Títulos | Subcampeonatos |
| ------------------------ | ------- | -------------- |
| Copa Simón Bolívar (1/1) | 1999.   | 1998.          |

### Torneos regionales (4)
| Competición regional                             | Títulos                 | Subcampeonatos |
| ------------------------------------------------ | ----------------------- | -------------- |
| Asociación Beniana de Fútbol - Primera "A" (4/0) | 1993, 1997, 1998, 1999. |                |